# La filla d'un soldat no plora mai
La filla d'un soldat no plora mai (títol original: A Soldier's Daughter Never Cries) és una pel·lícula anglo- franco-estatunidenca dirigida per James Ivory i estrenada l'any 1998. Ha estat doblada al català. Lliurement inspirada en la vida de la família del novel·lista estatunidenc James Jones, és una biografia més amarga que suau que lliura James Ivory, continuació de dificultats existencials retransmeses per la filla de la família i acompanyada de cançons d'època que accentuen fortament la nostàlgia de l'obra.

## Argument
Ex-soldat al passat heroic, l'americà Bill Willis, esdevingut un autor d'èxit, viu a París amb la seva dona Marcella i la seva filla Channe, de 7 anys al final dels anys 1960. Els Willis adopten un noi francès, Benoît, que rebategen Billy. La família, que mai no s'ha integrat del tot a França, decideix tornar als Estats Units una vegada els nens són grans. Channe, amb un immens disgust que dissimula als seus pares, abandona França deixant-hi els seus amics adolescents. Contra totes les expectatives, una vegada instal·lats a Hanover, Indiana, la família té dificultats per trobar el seu lloc en un país que li sembla tan estrany com aquell d'on ve, abans d'haver d'afrontar l'adversitat del seu destí…

## Repartiment
- Kris Kristofferson: Bill Willis
- Barbara Hershey: Marcella Willis
- Leelee Sobieski: Charlotte Anne « Channe » Willis a 14 anys
- Jane Birkin: Mrs. Fortescue
- Dominique Blanc: Candida
- Jesse Bradford: Billy Willis als 14 anys
- Harley Cross: Keith Carter
- Isaach de Bankolé: Mamadou
- Macha Méril: Madame Beauvier
- Nathalie Richard: Mademoiselle Fournier
- Anthony Roth Costanzo: Francis Fortescue
- Bob Swaim: Bob Smith
- Virginie Ledoyen: la mare de Billy
- Luisa Conlon: Charlotte Anne « Channe » Willis amb 7 anys
- Samuel Gruen: Billy Willis (Benoît) amb 7 anys
- Frédéric Da: Stéphane
- Michelle Fairley: Miss O'Shaunessy
- Sarah Haxaire: Mademoiselle Devereux
- Marie Henriau: el treballador Social
- Pierre-Michel Sivadier: M. Flowers
- Catriona MacColl: Mrs. Smith
- Dominic Gould: el jugador de Pòquer a París
- Don Baker: El jugador de pòquer a Wilmington
- Freddy Stracham: el ballarí
- Miranda Raimondi: Melissa
- Anne-Cécile Crapie: Mademoiselle Picot
- Valérie Tolédano: Mademoiselle Fauchon
- Alycia Fashae: Salomé, la soprano
- Marcos Pujol: Herod, el baríton
- Catherine Alcover: Hérodias, la mezzosoprano
- Antoine Chain: Pierre Anloite, el pare de Billy

## Rebuda
Premis
- 1998: Premis Independent Spirit: 2 nominacions incloent Millor pel·lícula
- 1999: Crítics de Chicago: Nominada a Millor actriu revelació (Leelee Sobieski)

Crítica
- "A mesura que el film avança, la fredor característica d'Ivory desapareix, per arribar a l'emoció"[3]
- "No és cursi, ni afectada, ni fàtua com la majoria de les seves pel·lícules anteriors"[4]